# Лагевники (Буський повіт)
Лаґевники (пол. Łagiewniki) — село в Польщі, у гміні Бусько-Здруй Буського повіту Свентокшиського воєводства.
Населення — 438 осіб (2011).
У 1975-1998 роках село належало до Келецького воєводства.

## Демографія
Демографічна структура на день 31 березня 2011 року:
|          | Загалом | Допрацездатний вік | Працездатний вік | Постпрацездатний вік |
| -------- | ------- | ------------------ | ---------------- | -------------------- |
| Чоловіки | 213     | 49                 | 146              | 18                   |
| Жінки    | 225     | 43                 | 139              | 43                   |
| Разом    | 438     | 92                 | 285              | 61                   |